# Nova
Nova (lat. nova, čes. nová), zastarale též nová hvězda, je označení pro astronomický jev, při němž v důsledku náhlého spuštění termonukleární reakce (kataklyzmického výbuchu), způsobeného nahromaděním vodíkového a heliového plazmatu na povrchu bílého trpaslíka v soustavě těsné dvojhvězdy, hvězdný objekt prudce zvýší asi stotisíckrát až milionkrát svoji jasnost, tedy o 13 až 15 magnitud. Původní objekt bývá obvykle natolik slabý, že nemusel být pozorován. V přeneseném významu je termín nova používán též pro označení tohoto druhu hvězdných objektů. V tomto smyslu patří nova do třídy kataklyzmických proměnných hvězd.

## Fyzikální podstata novy

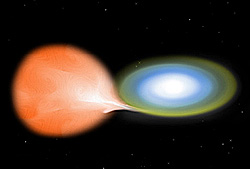
Malířova představa akrece plazmatu z rudého obra bílým trpaslíkem
Obrázek: NASA

Nova se tvoří z těsné dvojhvězdy, jejímž jedním členem je bílý trpaslík a druhým je buď hvězda hlavní posloupnosti nebo červený obr spalující normálním způsobem vodík na helium (tj. normální plazmová hvězda). Tento objekt se nazývá praenova. V okamžiku, kdy vrchní vrstvy atmosféry normální plazmové hvězdy při rozpínání dosáhnou Rocheovy meze, začne plazma složená převážně z vodíku a helia přetékat do sféry gravitačního vlivu bílého trpaslíka, kde nejprve vytvoří akreční disk. V akrečním disku ztrácejí částice plazmatu turbulencí, třením a vyzařováním postupně svoji energii a klesají po spirále na povrch trpaslíka, kde se po dlouhou dobu, někdy až desetitisíce let, hromadí. Tato doba závisí zejména na rychlosti přenášení látky mezi hvězdami; obvykle však tato rychlost činí kolem 10−9 Ms/rok (Ms je hmotnost Slunce). Spodní vrstvy vznikající atmosféry bílého trpaslíka se vlivem jeho gravitace stlačují a tlak a teplota s přibývajícím množstvím přeneseného plazmatu rostou až dojde ke spuštění termonukleární reakce. Nejprve se normálním uhlíkovým cyklem nebo přímou proton-protonovou reakcí termonukleárně syntetizuje z vodíku helium. Tato reakce obvykle probíhá klidně a neprojevuje se významným zvyšováním jasnosti bílého trpaslíka. S dalším růstem tlaku a souběžně s tím i teploty až na 20 milionů kelvinů se však prudce rozhoří jiná termonukleární reakce, při které se izotop 4He začne měnit na těžší prvky. Rychlost, jakou tato druhá reakce nabíhá a později vyhasíná, je různá a podle ní rozlišujeme dva základní druhy nov: pomalé novy a rychlé novy. U pomalých nov sice počáteční nárůst je rychlý, pak se výrazně zpomalí a maxima je dosaženo až za několik týdnů po prvním zjasnění. Také následný pokles trvá dlouho, půl roku až roky, než hvězdná velikost poklesne na hodnotu u praenovy. U rychlých nov je maxima jasnosti dosaženo během několika málo dní a pokles trvá pouze týdny, nejvýše půl roku. Množství energie, uvolněné při této termonukleární explozi, je prakticky u obou typů stejné a činí 6×1037 J. Celkově se při vzplanutí novy termonukleárně přemění jen asi 5 % celkového množství látky získané bílým trpaslíkem akrecí.

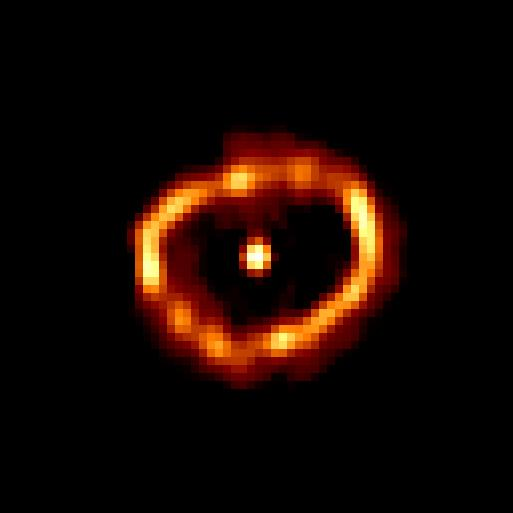
Nova Cygni 1992 s vyvrženým plynem na snímku z HST
Snímek: NASA/STScI

V průběhu intenzivní fáze zažehnutí heliové termonukleární reakce jsou horní vrstvy vodíkoheliové atmosféry odvrženy do prostoru rychlostmi až 2000 km/s a vytvářejí rozpínající se plynový obal, který může být v případě novy blízké ke Sluneční soustavě opticky pozorovatelný jako mlhovinový prstenec. Příkladem toho může být Nova Persei 1901 = GK Per. Tato fáze života novy se nazývá nebulární (tj. mlhovinová). Celkové množství takto vyvržené látky je vcelku zanedbatelné a leží v rozmezí od 10−9 do 10−3 Ms (nejčastěji kolem 10−4 Ms), takže celkově se ani hmotnost dvojhvězdné soustavy, ani samotného bílého trpaslíka prakticky nezmění. Kromě vodíku a helia vyvržený plyn obsahuje i těžší prvky jako uhlík, dusík, kyslík, neon a hořčík. Novy tak přispívají k obohacování mezihvězdného prostoru těžkými prvky, i když zanedbatelnou měrou ve srovnání se supernovami a červenými obry.
Po návratu do výchozího stavu, který se nazývá postnova, se proces přenosu látky z plazmové hvězdy na bílého trpaslíka obnoví a může tedy dojít k opětovnému vzplanutí novy. Takové novy, u kterých došlo v historické době k opakované explozi, se nazývají rekurentní novy. Příkladem může být RS Ophiuchi, u které bylo pozorováno vzplanutí již šestkrát (v letech 1898, 1933, 1958, 1967, 1985, 2006 a zatím naposledy v roce 2021). Ty novy, u nichž v historické době není známo opakované vzplanutí, se nazývají klasické novy. Z teoretických úvah však vyplývá, že pouze perioda opakovaných explozí je u nich značně velká a může ležet v rozmezí tisíců až milionů let.

## Význam nov pro astronomii
Bylo zjištěno, že statistické rozdělení jejich absolutních hvězdných velikostí v maximu je bimodální, s hlavním maximem četnosti při −7,5M a s vedlejším maximem při −8,8M. Kromě toho mají všechny novy přibližně 15 dní po dosažení maxima přibližně stejnou absolutní hvězdnou velikost, a to −5,5M. Kromě toho může být upřesněna absolutní hvězdná velikost určité novy ze známého vztahu mezi ní a rychlostí poklesu jasu v čase (vztah MMRD, tj. Maximum Magnitude versus Rate of Decline).
Porovnání pozorované hvězdné velikosti a odhadnuté absolutní hvězdné velikosti se dá pak použít podobně jako u cefeidy k určování vzdáleností nejbližších galaxií a to s podobnou přesností. Výhoda nov proti cefeidám je jejich větší absolutní hvězdná velikost (a jsou tedy pozorovatelné na větší vzdálenosti), nevýhodou je však jejich menší četnost výskytu.

## Pojmenování nov
Při svém objevu je novám dáno jméno sestávající ze slova „Nova“ následovaného latinským názvem souhvězdí v němž byla objevena (v genitivu) a s připojením letopočtu roku, v němž vzplanuly (např. Nova Persei 1901). Toto jméno může být případně zkráceno tak, že místo slova nova se použije jen písmeno „N“ (bez tečky), následované mezinárodní zkratkou souhvězdí a letopočtem (např. N Per 1901). Později jim je přiděleno standardní označení proměnné hvězdy.

## Historická poznámka
Astronom Tycho Brahe pozoroval supernovu SN 1572 v souhvězdí Kasiopeji a svá zjištění publikoval ve spise De stella nova (lat. „O nové hvězdě“). Název této knihy dal za vznik i názvu této třídy astronomických objektů. V svém díle uvedl, že v případě, že by se jednalo o blízký objekt, musel by se mezi stálicemi (hvězdami) zřetelně pohybovat, a že tedy „nova“ musí být velmi vzdálená od Země. I když z dnešního hlediska je zásadní rozdíl mezi pojmy nova a supernova, po dlouhou dobu astronomové mezi těmito druhy objektů nedělali rozdíl; teprve od 30. let 20. stol., kdy byla zjištěna jejich rozdílná fyzikální podstata, se začal používat i pojem supernova.

## Přehled jasných nov od roku 1890 do současnosti
| Rok  | Označení novy | Souhvězdí               | Maximální jasnost |
| 1891 | T Aur         | Vozka (Auriga)          | 3,8m              |
| 1898 | V1059 Sgr     | Střelec (Sagittarius)   | 4,5m              |
| 1899 | V606 Aql      | Orel (Aquila)           | 5,5m              |
| 1901 | GK Per        | Perseus (Perseus)       | 0,2m              |
| 1903 | N Gem 1903    | Blíženci (Gemini)       | 6m                |
| 1905 | N Aql 1905    | Orel (Aquila)           | 7,3m              |
| 1910 | N Lac 1910    | Ještěrka (Lacerta)      | 4,6m              |
| 1912 | N Gem 1912    | Blíženci (Gemini)       | 3,5m              |
| 1918 | V603 Aql      | Orel (Aquila)           | −1,8m             |
| 1919 | N Lyr 1919    | Lyra (Lyra)             | 7,4m              |
| 1919 | N Oph 1919    | Hadonoš (Ophiuchus)     | 7,4m              |
| 1920 | N Cyg 1920    | Labuť (Cygnus)          | 2,0m              |
| 1925 | RR Pic        | Malíř (Pictor)          | 1,2m              |
| 1934 | DQ Her        | Herkules (Hercules)     | 1,4m              |
| 1936 | CP Lac        | Ještěrka (Lacerta)      | 2,1m              |
| 1939 | BT Mon        | Jednorožec (Monoceros)  | 4,5m              |
| 1942 | CP Pup        | Lodní záď (Puppis)      | 0,3m              |
| 1943 | N Aql 1943    | Orel (Aquila)           | 6,1m              |
| 1950 | DK Lac        | Ještěrka (Lacerta)      | 5,0m              |
| 1960 | V446 Her      | Herkules (Hercules)     | 2,8m              |
| 1963 | V533 Her      | Herkules (Hercules)     | 3m                |
| 1970 | FH Ser        | Had (Serpens)           | 4m                |
| 1975 | V1500 Cyg     | Labuť (Cygnus)          | 2,0m              |
| 1975 | V373 Sct      | Štít (Scutum)           | 6m                |
| 1976 | NQ Vul        | Lištička (Vulpecula)    | 6m                |
| 1978 | V1668 Cyg     | Labuť (Cygnus)          | 6m                |
| 1984 | QU Vul        | Lištička (Vulpecula)    | 5,2m              |
| 1986 | V842 Cen      | Kentaur (Centaurus)     | 4,6m              |
| 1991 | V838 Her      | Herkules (Hercules)     | 5,0m              |
| 1992 | V1974 Cyg     | Labuť (Cygnus)          | 4,2m              |
| 1999 | V1494 Aql     | Orel (Aquila)           | 5,03m             |
| 1999 | V382 Vel      | Plachty (Vela)          | 2,6m              |
| 2006 | RS Oph        | Hadonoš (Ophiuchus)     | 4,5m              |
| 2013 | N Del 2013    | Delfín (Delphinus)      | 4,5m              |
| 2021 | V1405 Cas     | Kassiopeia (Cassiopeia) | 5,8m              |